# ファブリキウス橋
ファブリキウス橋（ラテン語: Pons Fabricius，イタリア語: Ponte Fabricio ファブリチオ橋）は、イタリア ローマのテヴェレ川に架かる橋で、ティベリーナ島とテヴェレ川左岸のカンプス・マルティウスを結ぶ橋である。現存する最も古いローマの石造アーチ橋で、紀元前62年に架橋された。クアトロ・チャピ橋（イタリア語: Ponte dei Quattro Capi）とも呼ばれており、橋の両端の胸壁（パラペット）にヤヌスとヘルマの四面の頭部を持つ石柱が4本建てられていたことから名付けられた。この石柱は、14世紀に近隣のグレゴリオ・デッラ・ディウィナ・ピエタ聖堂に移設された。
ローマ帝国の政治家であり歴史家のカッシウス・ディオの著作によれば、キケロが執政官を務めた翌年の紀元前62年に、それまでここにあった木造橋が焼け落ちたため、再建したのが現在のファブリキウス橋であるという。この橋は道路長官のルキウス・ファブリキウスの監督により建造されたため、ファブリキウス橋と呼ばれた。紀元前23年の洪水で被害を受け、紀元前21年に修復されたが、建設以来、現在まで現役で利用されている。
橋の全長62m、径間24.5mと24.25m、幅5.5mのファブリキウス橋は、コア部分はトゥファ（沈殿岩）を用いており、表面の化粧板は大理石とトラバーチンを用いている。2つのアーチの間にある小さな孔は、橋の重さを軽くするとともに、洪水時にこの孔に水を流すことで橋に作用する水圧を逃がすためのものである。現在は歩行者専用橋として使われている。

## アクセス
- ATAC トラム 8系統 Arenula- Ministero Grazia E Giustizia停留所より東へ約350m